# Émilius Goulet
Émilius Goulet PSS (* 15. Mai 1933 in Saint-Isidore de Dorchester) ist Alterzbischof von Saint-Boniface.

## Leben
Émilius Goulet  empfing am 24. Juni 1958 die Priesterweihe für das Erzbistum Saint-Boniface. 1960 trat er der Ordensgemeinschaft der Sulpizianer bei.
Papst Johannes Paul II. ernannte ihn am 23. Juni 2001 zum Erzbischof von Saint-Boniface.
Der Erzbischof von Montréal, Jean-Claude Kardinal Turcotte, spendete ihn am 16. September desselben Jahres die Bischofsweihe; Mitkonsekratoren waren die Maurice Couture RSV, Erzbischof von Québec, und James Vernon Weisgerber, Erzbischof von Winnipeg.
Am 3. Juli 2009 nahm Papst Benedikt XVI. seinen altersbedingten Rücktritt an.